# Kévin Mayi
Ulrich Kevin Mayi (Lyon, Franciaország, 1993. január 14. –) gaboni származású francia labdarúgó, az Ümraniyespor játékosa. Az U19-es korosztályos válogatottal szerepelt a 2012-es U19-es labdarúgó-Európa-bajnokságon. 2012. május 7-én debütált a bajnokságban az Olympique de Marseille ellen, csereként.

## Statisztika
| Klub                          | Szezon           | Bajnokság | Bajnokság | Kupa    | Kupa  | Nemzetközi | Nemzetközi | Összesen | Összesen |
| Klub                          | Szezon           | Meccsek   | Gólok     | Meccsek | Gólok | Meccsek    | Gólok      | Meccsek  | Gólok    |
| ----------------------------- | ---------------- | --------- | --------- | ------- | ----- | ---------- | ---------- | -------- | -------- |
| Saint-Étienne                 | 2011–12          | 1         | 0         | 0       | 0     | —          | —          | 1        | 0        |
| Saint-Étienne                 | 2012–13          | 7         | 0         | 5       | 1     | —          | —          | 12       | 1        |
| Összesen                      | Összesen         | 8         | 0         | 5       | 1     | —          | —          | 13       | 1        |
| Chamois Niortais (kölcsönben) | 2013–14          | 23        | 3         | 4       | 1     | —          | —          | 27       | 4        |
| Karrier összesen              | Karrier összesen | 31        | 3         | 9       | 2     | 0          | 0          | 40       | 5        |

## Megjegyzés
1. ↑  Includes Coupe de France, Coupe de la Ligue, Trophée des champions
2. ↑  Includes UEFA-szuperkupa